# Шефтларн
Шефтларн (нім. Schäftlarn) — громада в Німеччині, розташована в землі Баварія. Підпорядковується адміністративному округу Верхня Баварія. Входить до складу району Мюнхен.
Площа — 16,71 км2. Населення становить 5937 ос. (станом на 31 грудня 2020).

## Історія
Назва Шефтларн була офіційно зареєстрована як муніципалітет у 1873 році. Але коріння цього місця сягає набагато глибше. Абатство Шефтларн було засноване у 762 році як монастир для бенедиктинських ченців. Село Хоеншафтларн вперше згадується в документах 778 року і належало абатству.
Монастир був перебудований між 1702 і 1760 роками, а церква Святого Георга в селі Гогеншафтларн — у 1729/30 роках. Під час секуляризації Баварії у 1803 році монастир було ліквідовано. У 1818 році муніципалітет Шефтларн був вперше створений як незалежна політична одиниця. У 1866 році Людвіг I Баварський відновив монастир і повернув його бенедиктинцям, які заснували там школу.

## Галерея

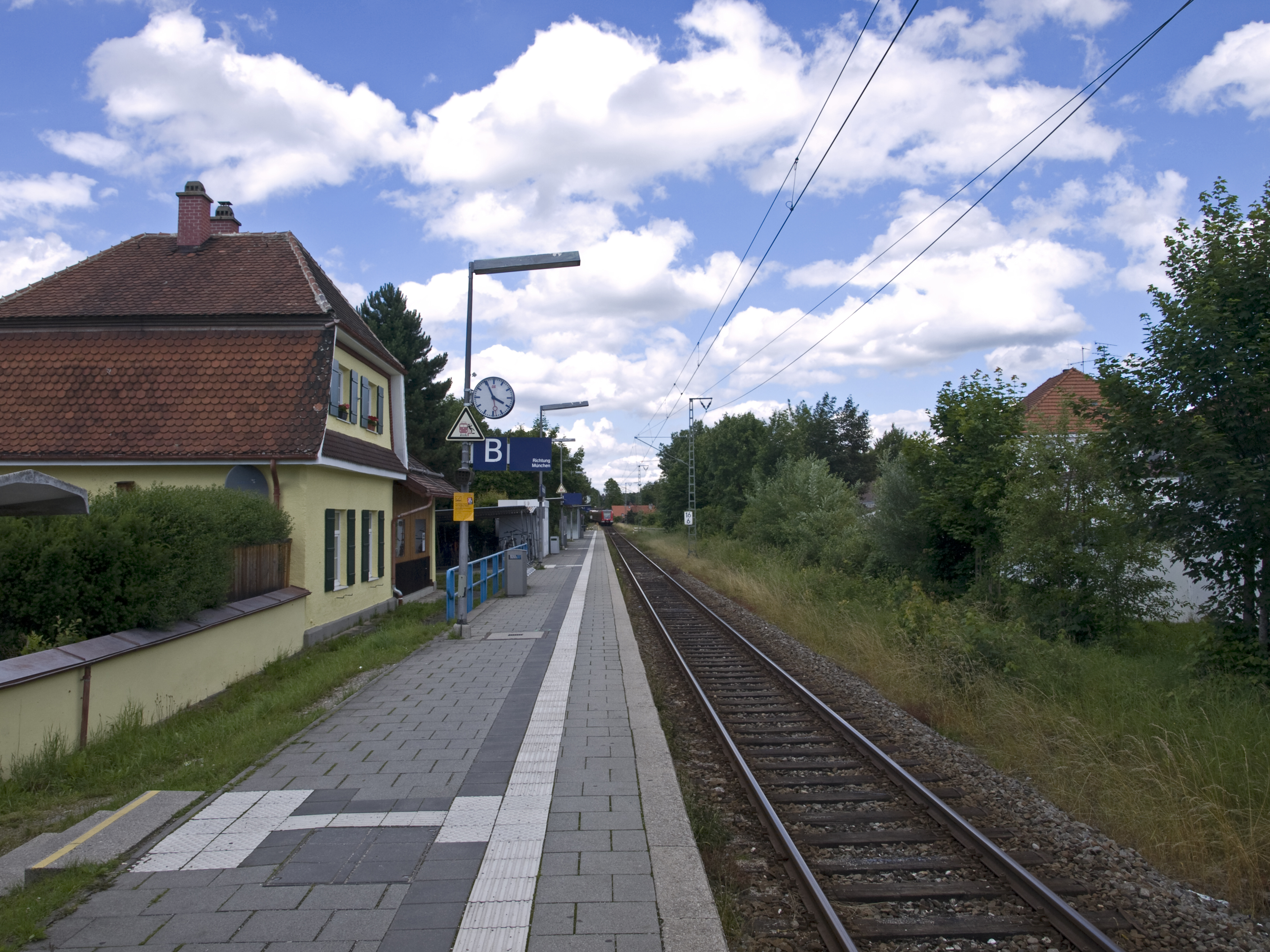